# Roberto d'Oderisio

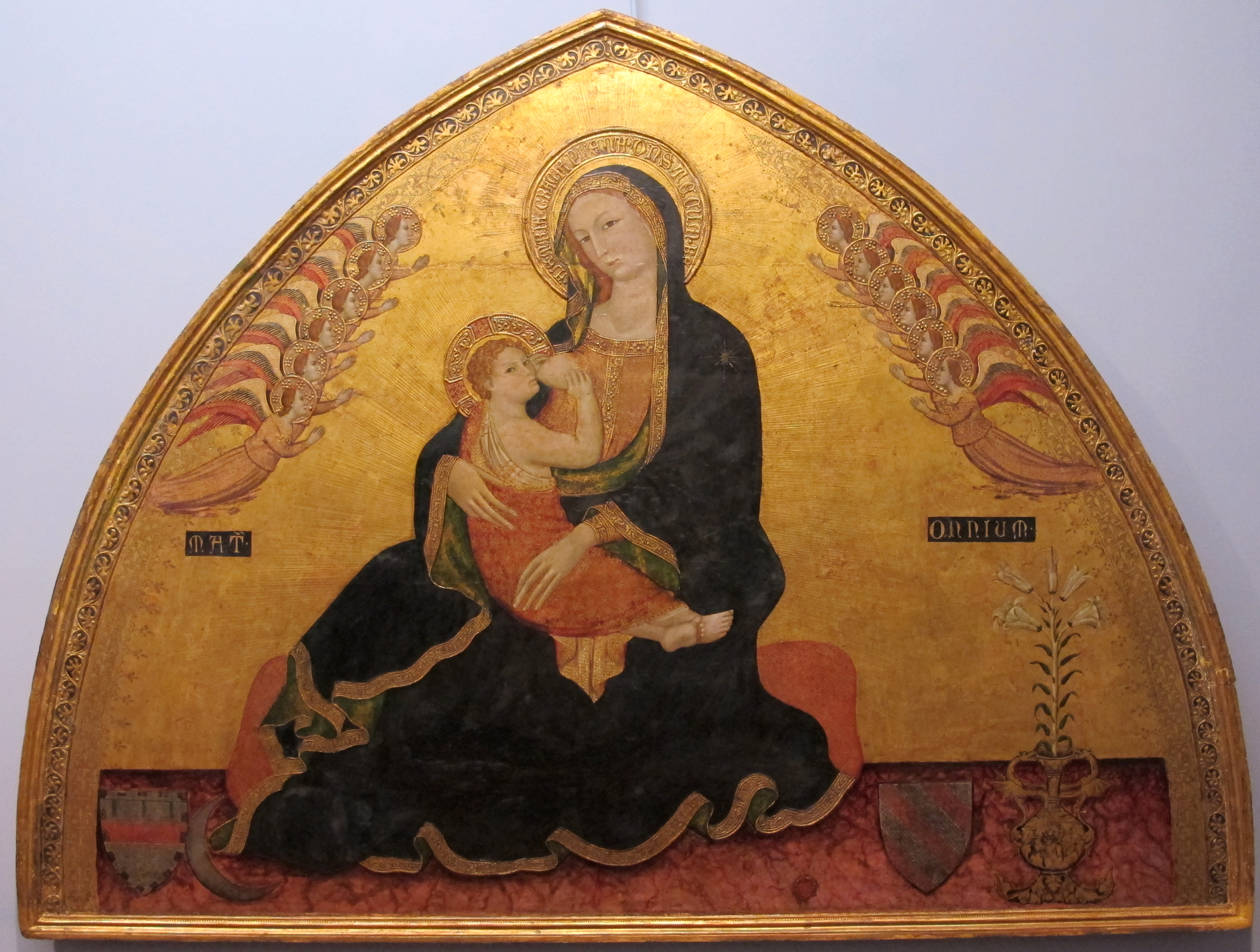
Madonna dell'Umiltà, San Domenico Maggiore, Napoli

Roberto de Odorisio (1335 circa – Napoli, dopo il 1382) è stato un pittore italiano, uno dei massimi esponenti della pittura napoletana del Trecento.

## Vita e opere

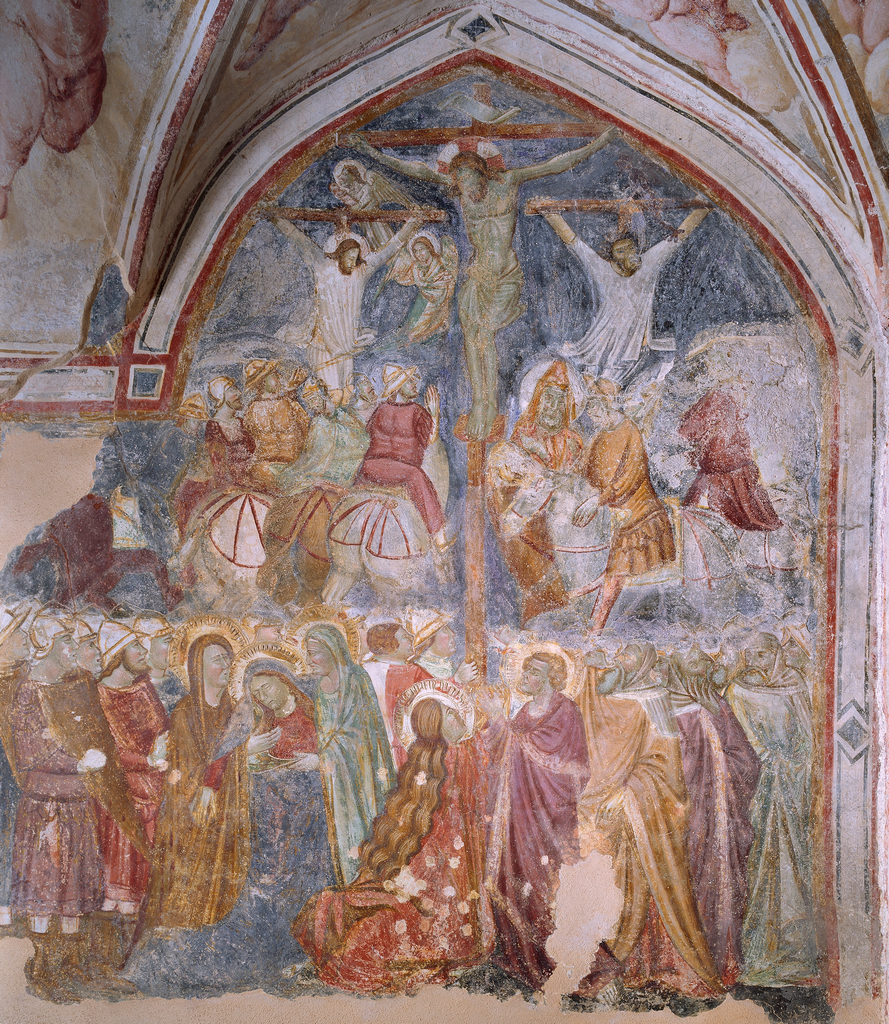
Crocifissione, Chiostro Paradiso, Duomo di Amalfi

Poche notizie biografiche si hanno su questo pittore napoletano. Recenti studi (P. Vitolo) hanno convincentemente ricollocato l'attività artistica di Roberto alla seconda metà del XIV secolo, escludendo così un suo diretto rapporto con la presenza di Giotto a Napoli. La formazione culturale del pittore, che subì comunque l'influsso dei dipinti eseguiti a Napoli da Giotto e soprattutto da Maso di Banco, non risulta scevra da un'accurata conoscenza della pittura senese (Simone Martini e i Lorenzetti).
La prima parte della sua attività intorno alla metà del secolo potrebbe essersi svolta nel salernitano, come è attestato dalle opere che la critica ha riunito intorno alla Crocifissione conservata al Museo diocesano di Salerno (proveniente dalla chiesa di San Francesco di Eboli) che è la sua sola opera firmata: 
- il polittico con la Dormitio Virginis e Incoronazione della Madonna tra i santi Nicola di Bari, Giacomo, Giuliano e Antonio abate, i profeti e Annunciazione, dalla cripta del Duomo di Scala, ora in collezione privata;
- l'affresco nella sacrestia della chiesa di San Giovanni del Toro, a Ravello;
- l'affresco con la Crocifissione nel chiostro del Paradiso ad Amalfi.

A questi affreschi si collegano strettamente la Crocifissione nel Museo di Capodimonte e la Madonna dell'Umiltà (Mater Omnium) nella chiesa di San Domenico Maggiore a Napoli. La sua mano è stata riconosciuta anche negli affreschi del Sepolcro di Roberto d'Angiò nella chiesa di Santa Chiara, noti soprattutto attraverso le foto precedenti ai danni che i bombardamenti della seconda guerra mondiale hanno arrecato al patrimonio artistico della chiesa.
Dopo il 1364 egli eseguì Storie bibliche e la famosa serie dei Sacramenti e il Trionfo della Chiesa affrescati nella chiesa di Santa Maria Incoronata di Napoli ove prevalgono altri accenti culturali, derivati in parte da alcuni caratteri dell'arte di Simone Martini: nel quadro dei rapporti tra l'ambiente artistico napoletano e le forme del gotico internazionale, questi affreschi si pongono come uno dei risultati più validi e meglio caratterizzati per genuina forza narrativa.
Altre opere assegnate a lui dalla critica d'arte potrebbero appartenere a suoi allievi o altri pittori coevi: in particolare il bellissimo dittico con Madonna e Cristo dolente e San Giovanni e la Maddalena (rispettivamente a Londra e a New York) è ancora di controversa attribuzione.
Da un documento recentemente riesaminato e interpretato - un rogito contenuto nel Codex Diplomaticus Cajetanus, la Pergamena di proprietà Tatta, Carta DXV Bis, 1368 (sic ma 1365) - emerge che al Magistro Roberto da Napoli venne commissionato il decoro in affresco della tribuna e controtribuna della chiesa di Sant'Angelo in Itri, voluta dai primiceri e dalla regina di Napoli Giovanna I. Il Magistro Roberto da Napoli sarebbe stato un capo bottega e avrebbe operato nelle chiese dei feudi della Contea di Fondi, al servizio dei Caetani di Anagni. Attraverso lo studio del contesto storico-artistico e nei confronti iconografici stilistici, si rileva che gli stilemi dell'Oderisio della tavola della Crocifissione di Eboli si ripropongono nell'affresco trecentesco con la Crocifissione del registro superiore collocato sulla controfacciata della Collegiata di San Michele Arcangelo di Itri e nelle chiese del feudo di Traetto, ovvero negli affreschi trecenteschi della Cattedrale di San Pietro Apostolo, della chiesa di San Francesco e nella chiesa dell'Annunziata.
Roberto di Odorisio risulta infine documentato il 1º febbraio 1382, quando re Carlo III di Durazzo lo nomina (o lo conferma) suo familiare ospite nella reggia e proto pittore di corte (et de regio hospitio et in magistrum pictorem regium) con lo stipendio di trenta once annue. Probabilmente morì negli anni ottanta del secolo.